# Diphucephala coerulea
Diphucephala coerulea är en skalbaggsart som beskrevs av Macleay 1883. Diphucephala coerulea ingår i släktet Diphucephala och familjen Melolonthidae. Inga underarter finns listade i Catalogue of Life.